# Turquie aux Jeux olympiques d'hiver de 1960
Cet article contient des informations sur la participation et les résultats de la Turquie aux Jeux olympiques d'hiver de 1960, qui ont eu lieu à Squaw Valley aux États-Unis.

## Résultats

### Ski alpin

#### Hommes
| Athlète           | Épreuve      | Manche 1     | Manche 1 | Manche 2                   | Manche 2 | Total                      | Total |
| Athlète           | Épreuve      | Temps        | Rang     | Temps                      | Rang     | Temps                      | Rang  |
| ----------------- | ------------ | ------------ | -------- | -------------------------- | -------- | -------------------------- | ----- |
| Muzaffer Demirhan | Descente     |              |          |                            |          | Disqualifié                | –     |
| Zeki Şamiloğlu    | Descente     |              |          |                            |          | 2 min 42 s 4               | 58    |
| Muzaffer Demirhan | Slalom géant |              |          |                            |          | Disqualifié (2 min 42 s 6) | –     |
| Zeki Şamiloğlu    | Slalom géant |              |          |                            |          | 2 min 26 s 3               | 54    |
| Zeki Şamiloğlu    | Slalom       | 1 min 29 s 0 | 48       | 2 min 05 s 7               | 39       | 3 min 34 s 7               | 39    |
| Muzaffer Demirhan | Slalom       | 1 min 26 s 3 | 42       | Disqualifié (1 min 40 s 3) | –        | Disqualifié                | –     |